# Mumfordia tuberculata
Mumfordia tuberculata là một loài bọ cánh cứng trong họ Latridiidae. Loài này được Van Dyke miêu tả khoa học năm 1932.